# Biblioteka Uniwersytecka im. Jerzego Giedroycia w Białymstoku

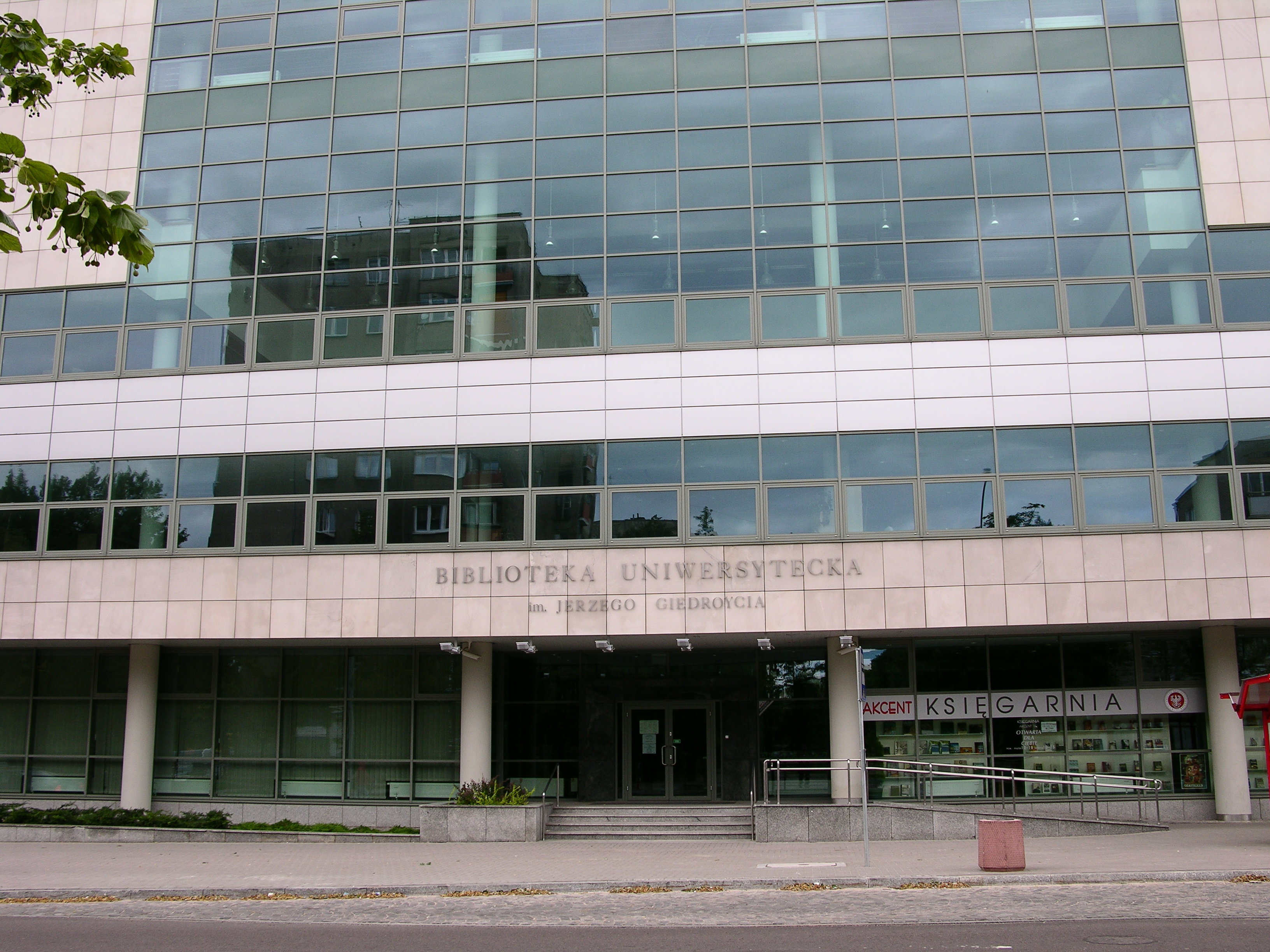
Była siedziba Biblioteki Uniwersyteckiej im. Jerzego Giedroycia w latach 2005–2015, obecnie budynek należy do Książnicy Podlaskiej

Biblioteka Uniwersytecka im. Jerzego Giedroycia w Białymstoku – biblioteka główna Uniwersytetu w Białymstoku mieszcząca się na uniwersyteckim kampusie przy ul. Ciołkowskiego. W swoich strukturach biblioteka posiada 8 bibliotek specjalistycznych: matematyczną, biologiczną, chemiczną, fizyczną (przy ul. Ciołkowskiego) oraz pedagogiczną (przy ul. Świerkowej), prawniczą (przy ul. Mickiewicza), a także ekonomiczną (przy ul. Warszawskiej). Biblioteki specjalistyczne działają w budynkach Wydziałów Uniwersytetu w Białymstoku.

## Historia[9]
Początki Biblioteki Uniwersyteckiej
Utworzenie Biblioteki Uniwersyteckiej było konsekwencją powołania z dniem 1 października 1968 r. Filii Uniwersytetu Warszawskiego w Białymstoku. Początkowo placówka mieściła się w budynku przy ul. Mickiewicza 1 (dziś Wydział Prawa), gdzie dysponowała pomieszczeniami o powierzchni 475 m2 oraz czytelnią z 20 miejscami dla użytkowników. Wraz z rozwojem Filii następowała też rozbudowa Biblioteki, która w 1984 r. zajmowała już 1314 m2. Lokale nie były jednak przystosowane do funkcjonowania w nich czytelni i wypożyczalni. Dlatego już na początku lat 80. XX w. pojawiła się paląca potrzeba budowy dla Biblioteki odpowiedniego gmachu. Zrezygnowano jednak z tego pomysłu, kiedy w 1982 roku ówczesny Minister Nauki, Szkolnictwa Wyższego i Techniki wydał decyzję o przekazaniu na jej potrzeby Biblioteki części pomieszczeń powstającego Zakładu Elektronicznej Techniki Obliczeniowej przy ul. Skorupskiej 9. Nowa siedziba nie zaspokoiła jednak podstawowych potrzeb lokalowych, dlatego Oddział Opracowania Wydawnictw Ciągłych wraz czytelnią czasopism pozostały w dotychczasowej lokalizacji.
Trudne lata 90.
W ostatniej dekadzie XX w. warunki lokalowe stale się pogarszały, a możliwości skorzystania z zasobów Biblioteki były ograniczone z powodu oddalenia od budynków dydaktycznych i niedogodnego dojazdu. W międzyczasie Oddział Opracowania Wydawnictw Ciągłych wraz z czytelnią i magazynami został przeniesiony do gmachu rektoratu przy ul. M. Skłodowskiej-Curie 14. Całkowita powierzchnia zajmowana przez Bibliotekę w dwóch budynkach wynosiła w tym czasie 1830 m2, a czytelnicy korzystali z 84 miejsc w trzech czytelniach. W takiej sytuacji budowa nowego gmachu stawała się coraz bardziej nagląca, dlatego zlecono Biuru Projektów Szkół Wyższych BEPRON przygotowanie założeń techniczno-ekonomicznych planowanej siedziby Biblioteki Głównej Filii. Koncepcja zakładała budowę jednopiętrowego budynku spiętego łącznikiem z pomieszczeniami bibliotecznymi w gmachu ZETO. Miały się w nim znaleźć magazyny o pojemności 800 tys. woluminów z możliwością dalszej rozbudowy, 226 miejsc w pięciu czytelniach, bogate zaplecze techniczne i rekreacyjne. Projekt ten nie został jednak zrealizowany.
Własny budynek
Przekształcenie się w 1997 r. Filii Uniwersytetu Warszawskiego w Białymstoku w samodzielny Uniwersytet w Białymstoku zmieniło nastawienie władz nowej uczelni do kwestii budowy. Dzięki osobistemu zaangażowaniu Rektora Adama Jamroza nowy gmach Biblioteki stał się sprawą priorytetową. Ministerstwo Edukacji Narodowej przychylnie odniosło się do tej inicjatywy, a władze miasta umożliwiły uczelni preferencyjny zakup działki sąsiadującej z rektoratem Uniwersytetu. W czerwcu 1998 r. na wniosek Rektora zorganizowano konkurs urbanistyczno-architektoniczny, który wygrała Pracownia Architektoniczna BNS S.C. z Warszawy (zaprojektowała m.in. Bibliotekę Główną Uniwersytetu Mikołaja Kopernika, Akademię Muzyczną w Warszawie i gmach Uniwersytetu Gdańskiego). Kamień węgielny pod budowę nowej Biblioteki Uniwersyteckiej przy ul. M. Skłodowskiej-Curie 14A wmurowano 13 października 1999 r. W uroczystości wzięło udział wielu znamienitych gości, w tym przedstawiciele rządu i władz miejskich, Ryszard Kaczorowski (który wraz z prezydentem Aleksandrem Kwaśniewskim przewodził Komitetowi Honorowemu Budowy Biblioteki) czy konsul Białorusi. Obecni byli także ks. arcybiskup Stanisław Szymecki i metropolita Sawa, którzy dokonali aktu poświęcenia placu budowy i wraz z Rektorem Adamem Jamrozem podpisali akt erekcyjny, wmurowany w fundamenty.
Budowa gmachu zajęła prawie sześć lat. Od dnia 8 marca 2005 r. rozpoczęła się przeprowadzka Biblioteki do nowej siedziby, a uroczyste otwarcie Biblioteki Uniwersyteckiej, w międzyczasie nazwanej imieniem Jerzego Giedroycia, nastąpiło 24 czerwca. Nowy budynek BU miał siedem kondygnacji, w tym jedną podziemną, i ogólną powierzchnię użytkową wynoszącą 8 324 m2. Zaprojektowano przestrzenie magazynowe na 860 tys. woluminów oraz czytelnie na 327 miejsc. W budynku znalazły się wszystkie agendy Biblioteki Uniwersyteckiej oraz cały jej księgozbiór wraz z Kolekcją Humanistyczną.
Nowy gmach otworzył przed Biblioteką Uniwersytecką szerokie perspektywy rozwoju i działalności. W ciągu kolejnej dekady podjęto wiele inicjatyw – wystaw, spotkań, wykładów, konferencji i szkoleń. W lutym 2006 r. zainicjowano cykl „Podlaskie Forum Bibliotekarzy”, a w 2008 r.  spotkania pod hasłem „Podlasie w badaniach naukowych”. W czerwcu 2007 r. zorganizowano pierwszą ogólnopolską konferencję bibliotekarską, poświęconą zagadnieniu kultury organizacyjnej w bibliotece. Od 2007 r. Biblioteka Uniwersytecka jest koordynatorem projektu Podlaskiej Biblioteki Cyfrowej, a dwa lata później w ramach struktur Biblioteki rozpoczęło działalność Centrum Dokumentacji Europejskiej. W maju 2010 r. – po dwóch latach przygotowania – otwarto zlokalizowaną na III piętrze Czytelnię z Wolnym Dostępem do zbiorów. W tym samym roku ruszył katalog centralny obejmujący wszystkie biblioteki wydziałowe, co znacznie ułatwiło korzystanie z zasobów Systemu Biblioteczno-Informacyjnego. W 2014 r. udostępniono Repozytorium Uniwersytetu w Białymstoku, stanowiące do dziś jedno z najważniejszych narzędzi do upowszechniania dorobku naukowego Uczelni (jego udostępnienie on-line nastąpiło w 2014 r.). W 2011 r. Biblioteka Uniwersytecka otrzymała część spuścizny po Ryszardzie Kaczorowskim, ostatnim prezydencie Polski na uchodźstwie. Po jego śmierci do Biblioteki, dzięki zaangażowaniu wdowy Karoliny Kaczorowskiej, do Biblioteki trafił warszawski gabinet prezydenta. W listopadzie 2011 r. uroczyście otwarto ekspozycję Gabinetu Prezydenta Ryszarda Kaczorowskiego w Czytelni Ogólnej.
Podlaski Pentagon
W związku z zakończeniem budowy nowoczesnego kampusu UwB przy ul. Ciołkowskiego 1 w listopadzie 2014 r. Rektor Leonard Etel oraz marszałek województwa Jarosław Dworzański podpisali umowę przedwstępną sprzedaży gmachu Biblioteki Uniwersyteckiej wraz z przyległym budynkiem rektoratu. BU po dziesięciu latach użytkowania opuściła gmach, który od października 2015 r. przejęła Książnica Podlaska im. Łukasza Górnickiego w Białymstoku. Sprzedaż budynku Biblioteki stanowiła kolejny punkt zwrotny w jej dziejach. Przeniesienie do tymczasowych pomieszczeń sprawiło, że instytucja musiała m.in. zrezygnować z części dotychczas oferowanych usług, pogorszył się jej wizerunek, jakość udostępniania czy możliwość skorzystania ze zbiorów, które uległy rozproszeniu po zewnętrznych magazynach. Biblioteka Uniwersytecka od 2015 r. działała w dwóch lokalizacjach: w budynku Wydziału Chemii na terenie kampusu (Wypożyczalnia, Czytelnia Ogólna) oraz przy ul. Akademickiej 1 (Czytelnia Humanistyczna).
W międzyczasie rozpoczęto prace projektowe nowego gmachu bibliotecznego na terenie kampusu, które – przy czynnej współpracy bibliotekarzy – prowadziła firma DEMIURG sp. z o.o. z Poznania. W 2018 r. rozstrzygnięto przetarg na budowę nowego gmachu bibliotecznego – wykonawcą została firma Budimex. We wrześniu 2019 r., w obecności Rektora Roberta W. Ciborowskiego i władz Uczelni, przedstawicieli władz rządowych i samorządowych oraz duchowieństwa odbyła się uroczystość wmurowania aktu erekcyjnego w fundamenty budynku Biblioteki (dziś akt erekcyjny można oglądać w posadzce holu głównego na parterze). Realizacja inwestycji trwała do wiosny 2021 r.. Już w listopadzie 2020 r. rozpoczęło się przenoszenie zbiorów, a w kolejnych miesiącach także wszystkich agend do nowego gmachu. W maju 2021 r. nowy budynek został oddany do użytku studentów Uniwersytetu w Białymstoku.
Przy projektowaniu nowej siedziby BU położono nacisk na jej funkcjonalność i dostosowanie do potrzeb użytkowników. W gmachu znajdują się obszerna czytelnia z antresolą, biura poszczególnych agend biblioteki i przestronne magazyny. Nie zabrakło dodatkowych przestrzeni do pracy, rekreacji i ekspozycji. Dzięki zastosowaniu systemu identyfikacji radiowej (RFID) czytelnicy mogą samodzielnie wypożyczać zbiory przy pomocy tzw. selfchecków, a także zwracać wypożyczone materiały do samoobsługowej, czynnej całodobowo wrzutni. Tak zaprojektowany gmach otwiera przed jednostką szersze perspektywy rozwoju i pole do działań wychodzących poza świadczony na co dzień zakres usług bibliotecznych.
Biblioteka Uniwersytecka dzisiaj
Od początku istnienia Filii Uniwersytetu Warszawskiego w Białymstoku poszczególne jednostki organizacyjne uczelni zakładały własne Biblioteki Wydziałowe i Instytutowe, które funkcjonowały równocześnie z Biblioteką Główną. Do 2019 r. powstało ich łącznie łącznie dziewięć. Wraz z wdrożeniem reformy szkolnictwa wyższego w Polsce oraz nadaniem nowego statutu Uniwersytetu w Białymstoku doszło do reorganizacji systemu biblioteczno-informacyjnego Uczelni. Biblioteka Uniwersytecka im. Jerzego Giedroycia stała się jednostką ogólnouczelnianą, a w jej skład weszła Biblioteka Główna oraz Biblioteki Specjalistyczne, w które przekształcono dotychczasowe Biblioteki Wydziałowe. W rezultacie do 2021 r. bezpośrednio w strukturę Biblioteki Uniwersyteckiej im. Jerzego Giedroycia weszły: Chemiczna, Ekonomiczna, Filologiczna, Humanistyczno-Społeczna im. Andrzeja Wyczańskiego, Pedagogiczna i Prawnicza. W strukturach wydziałów pozostały Biblioteki Wydziałów Biologii, Fizyki i Matematyki. Na mocy uchwały Senatu z 26 czerwca 2024 r. w strukturze Biblioteki Uniwersyteckiej znalazły się wszystkie biblioteki specjalistyczne funkcjonujące do tej pory przy Wydziałach, łącznie z biblioteką filii Uniwersytetu w Wilnie.
Dziś w Bibliotece Uniwersyteckiej zatrudnionych jest blisko 90 osób. W 2022 r. jej zbiory liczyły ponad 1 mln książek, czasopism i zbiorów specjalnych, a w centralnym katalogu znalazło się ponad 616 tys. rekordów bibliograficznych. W wypożyczalni Biblioteki Głównej oraz w wypożyczalniach wybranych Bibliotek Specjalistycznych zarejestrowano ponad 13 tys. kont użytkowników, którzy w 2021 r. wypożyczyli blisko 42 tys. książek. Rokrocznie Biblioteki odwiedzało blisko 50 tys. użytkowników.

## Księgozbiór
Biblioteka Główna gromadzi piśmiennictwo polskie i zagraniczne w zakresie odpowiadającym potrzebom uniwersytetu, przede wszystkim z dziedziny nauk humanistycznych: filozofii, logiki, historii, religioznawstwa, teologii katolickiej i prawosławnej, socjologii, prawa, nauk filologicznych (w tym białorutenistyki), pedagogiki i psychologii, ekonomii oraz nauk biologicznych i ścisłych. Szczególną wagę przywiązuje się do gromadzenia wydawnictw mniejszości narodowych oraz literatury dotyczącej wielokulturowości naszego regionu. Podstawę zbiorów Biblioteki Uniwersyteckiej stanowiły połączone księgozbiory Bibliotek I i II Studium Nauczycielskiego w liczbie 60 tys. woluminów. Księgozbiór został znacznie wzbogacony dzięki darom przekazanym przez Bibliotekę Uniwersytecką w Warszawie, inne biblioteki krajowe i osoby prywatne.
Zbiory
Księgozbiór Biblioteki Głównej z kolekcją humanistyczną na koniec 2022 roku obejmował:
- Druki zwarte (książki) i ciągłe – 448 228 woluminy
- Czasopisma – 132 851 woluminów
- Zbiory specjalne – 16 273 woluminów i jednostek

Księgozbiór Centrum Dokumentacji Europejskiej (CDE) na koniec 2022 roku obejmował:
- Druki zwarte i ciągłe – 6 119 woluminów
- Zbiory specjalne – 41 jednostek

Biblioteka Główna wraz z CDE w roku 2022 prenumerowały:
- Czasopisma krajowe – 90 tytułów
- Czasopisma zagraniczne – 9 tytułów

Od 2021 r. Biblioteka Główna działa w nowoczesnym gmachu zlokalizowanym na kampusie UwB, dostosowanym do jej potrzeb. Oprócz wypożyczalni i innych agend działa w nim również Czytelnia z Wolnym Dostępem do zbiorów. Swoją siedzibę ma tu również uniwersyteckie Repozytorium.
Do zbiorów specjalnych biblioteki należą m.in.:
- „Komedia” Dantego (1589)
- Biblia Jakuba Wujka. Księga Starego i Nowego Testamentu według przekładu ks. Jakuba Wujka z Wągrowca (1599)
- „Żywoty Świętych” Piotra Skargi (1601)
- „Kazania niedzielne” X. Sebastyana Lachowskiego, t. 1, wydane w Supraślu w Drukarni J.K. Msć. XX. Bazylianów (1793)
- „Księga liturgiczna, Służebnik, w języku starocerkiewnym” (1791)